# Drogo van Toul
Drogo van Toul (? - 921) was bisschop van Toul (905-921), in het koninkrijk Lotharingen. Hij steunde de politiek van Karel de Eenvoudige toen deze koning van Lotharingen werd. Beiden waren Karolingers.

## Levensloop

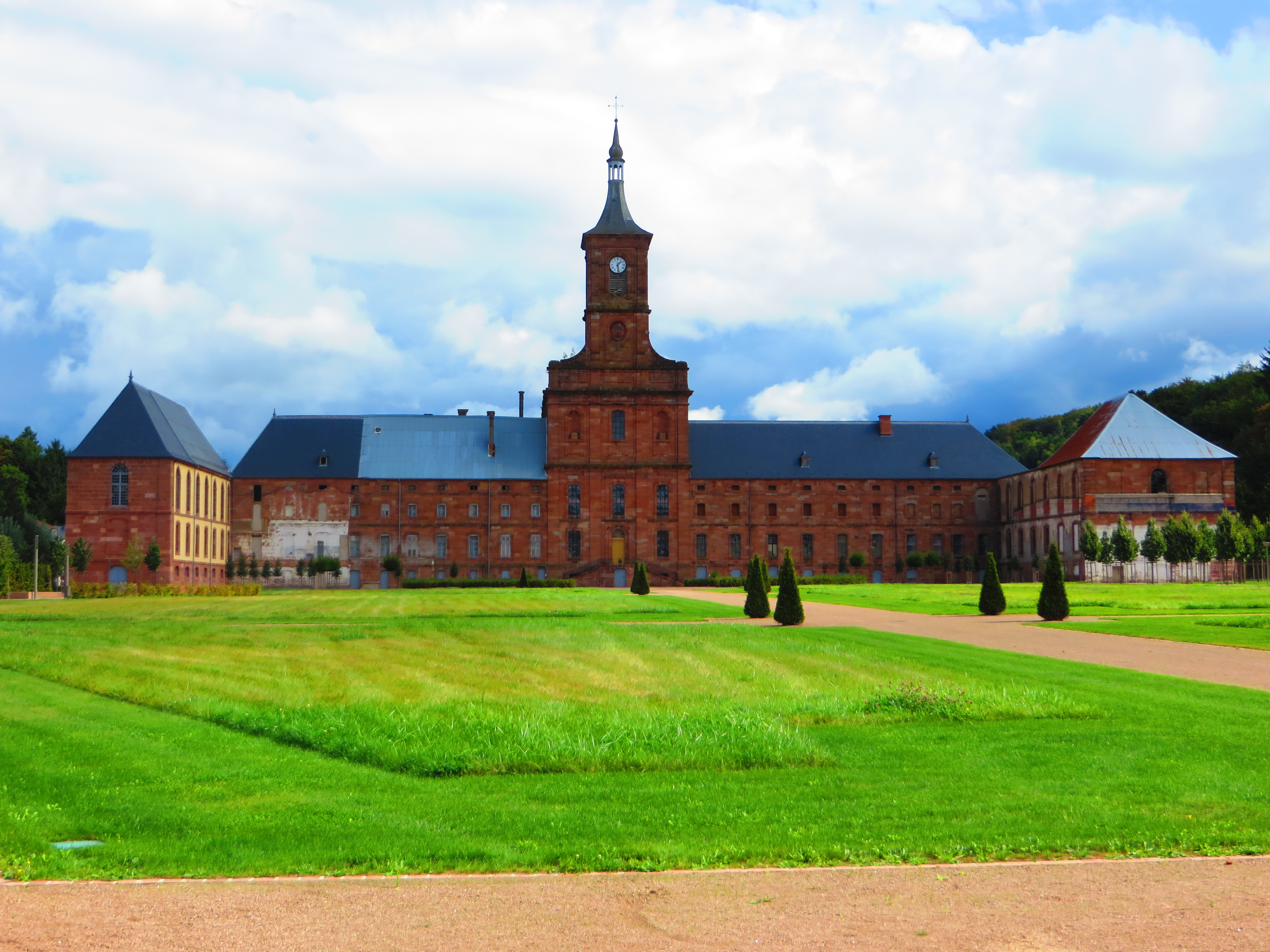
Heropgebouwde abdij Sint-Hydulphe in Moyenmoutier.

Drogo was verwant aan het Huis der Karolingers aangezien hij een neef was van Karel de Eenvoudige, koning van West-Francië. In 905 werd Drogo verkozen tot bisschop van Toul. Toul lag in het koninkrijk Lotharingen, buurland van West-Francië. De verkiezing van Drogo, een Karolinger, zette kwaad bloed bij de edelen van Lotharingen. Zij vreesden immers een zware West-Frankische invloed in hun koninkrijk. In Lotharingen heerste in die tijd anarchie. Dit kwam niet alleen door invallen van Vikingen maar ook door onderlinge twisten tussen edelen. Het bestuur van koning Zwentibold over Lotharingen (tot 900) en dat van hertog Gebhard (tot 910) onder het keizerschap van Lodewijk waren periodes van een verzwakte staat. Tijdens de verkiezing tot bisschop had Drogo de steun van het volk van Toul gekregen; hiertoe had hij geld en middelen uitgedeeld. Hij gaf na zijn verkiezing een grote som geld aan Gerard, graaf van Toul en commandant van de stad. Drogo kreeg naast politieke steun van de commandant, ook nog een lijfwacht van hem. In deze omstandigheden baande Drogo zich een weg naar de kathedraal van Toul om tot bisschop geïnstalleerd te worden.
In het jaar 911 kwam de vrees van de edelen uit: Karel de Eenvoudige van West-Francië werd koning van Lotharingen, wat ongezien was in de Oost-Frankische invloedssfeer. Karel de Eenvoudige bracht een bezoek aan Toul in het jaar 912. Hij stelde orde op zaken in heel Lotharingen. Bisschop Drogo was in staat meerdere abdijen in zijn bisdom onder zijn gezag te krijgen. Het ging in de eerste plaats om de abdij van Sint-Hydulphe in Moyenmoutier, een grote abdij van benedictijnen. Ook de abdij van Remiremont, de Sint-Pietersabdij van Poulangy en deze van Saint-Dié werden onder beheer van Toul gebracht. Odo nam bezit van kerken, onder meer deze van Dommartin-lès-Toul.
Tijdens het bestuur van Drogo vielen de Magyaren binnen in Lotharingen. Het bisdom Toul kreeg het zwaar te verduren. Dorpen liepen leeg en monniken ontvluchtten hun abdijen. De Magyaren verwoestten grotendeels de prestigieuze abdij Sint-Hydulphe in Moyenmoutier. De vluchtelingen leefden lange tijd in de bossen aan de Maas en in rotswanden verstopt. Een kroniekschrijver schreef over deze periode, in het Latijn: Saeva Danorum pestis Hungrorum rabiei juncta, wat betekent: de vreselijke ellende van Noormannen ging gepaard met de razernij van Hongaren.
Drogo stierf in 921 op een onbekende plaats.